# Вакде
Вакде (Mo, Wakde) — австронезийский язык, на котором говорят на прибрежной территории острова Вакде, у северного побережья, к востоку от реки Тор; в подокруге Пантай-Тимур регентства Сарми провинции Папуа в Индонезии. Язык вакде (мо) часто смешан с индонезийским и папуасским малайским языками.